# Barotropico
Un fluido barotropico è un fluido in cui la pressione è costante sulle superfici di uguale densità. Anche se questa condizione difficilmente si realizza in condizioni di regime turbolento, si tratta di un'approssimazione largamente usata in fluidodinamica, in meteorologia e in climatologia, perché consente di semplificare la trattazione di molti fenomeni, restituendo risultati qualitativamente e quantitativamente accettabili. Spesso il suo significato è esteso a indicare un fluido omogeneo con densità costante. Il concetto è usato in contrasto col termine baroclino, che invece designa un fluido in cui la pressione dipende dalla densità e dalla temperatura.
Un altro modo per definire questo particolare tipo di fluido è dire che il gradiente di pressione e il gradiente di densità sono paralleli (possono anche non essere equiversi). Questa formulazione rende immediata l'importanza di tali fluidi: dalla equazione della vorticità si rileva infatti che sotto questa ipotesi la variazione di vorticità dipende esclusivamente dai gradienti di velocità nel flusso.

## Modello barotropico dell'atmosfera
Un esempio in cui risulta evidente la semplificazione dei moti nell'approssimazione barotropica è il modello barotropico dell'atmosfera. In questo modello le superfici isobare coincidono con le superfici isoterme. Quindi il vento geostrofico è indipendente dall'altezza, e i moti risultano dipendere solo dalla posizione orizzontale. Questo modello fornisce stime accettabili per i moti su larga scala.